# Oskar Heinroth
Oskar Heinroth (Wiesbaden, 1 de marzo de 1871-Berlín, 31 de mayo de 1945) fue un biólogo alemán. Fue uno de los primeros en aplicar los métodos de  la  morfología comparada al comportamiento animal, y fue uno de los fundadores de la etología. Sus extensos estudios de comportamiento en Anatidae (patos y gansos) mostraron que los patrones de comportamiento instintivo se correlacionaron con las relaciones taxonómicas determinadas sobre la base de  características morfológicas. También redescubrió el fenómeno de la impronta, reportado en el siglo XIX por Douglas Spalding, pero no fue seguido en ese momento. Sus resultados fueron popularizados por Konrad Lorenz, su alumno. Lorenz consideró a Heinroth como el verdadero fundador del estudio del comportamiento animal visto como una rama de la zoología.
Heinroth nació en Mainz-Kastel. Comenzó sus estudios sobre el comportamiento del pato y el ganso mientras trabajaba como asistente científico desde 1898 hasta 1913. Posteriormente se convirtió en el director del Acuario de Berlín, un puesto que ocupó por más de 30 años. Estaba casado con Katharina Heinroth née Berger, una herpetóloga que trabajaba en el zoológico de Berlín. Murió en Berlín el 31 de mayo de 1945.

## Obra

### Algunas publicaciones
- Beiträge zur Biologie, namentlich Ethologie und Psychologie der Anatiden. In: Verhandlungen des V. Internationalen Ornithologen-Kongresses in Berlin, 30. Mai bis 4. Juni 1910. Deutsche Ornithologische Gesellschaft, Berlín 1911, p. 559–702.

- Oskar Heinroth, Magdalena Heinroth: Die Vögel Mitteleuropas. In allen Lebens- und Entwicklungsstufen photographisch aufgenommen und in ihrem Seelenleben bei der Aufzucht vom Ei ab beobachtet, 4 v. Bermühler, Berlín 1924–1934.

- Aus dem Leben der Vögel. Durchgesehen und ergänzt von Katharina Heinroth. 2. verbesserte Auflage, Springer, Berlín, Göttingen, Heidelberg 1955 (= Verständliche Wissenschaft, Naturwissenschaftliche Abteilung, v. 34), edición inglesa de 1958.

## Abreviatura (zoología)
La abreviatura Heinroth  se emplea para indicar a Oskar Heinroth como autoridad en la descripción y taxonomía en zoología.